# Lemhi Šošoni
Lemhi Shoshoni (Agaidika, Salmon Eaters; Lososojedi), jedno od dva plemena iz skupine Mountain Šošona, srodni Tukuarikama, naseljeni na sjeveru Velikog Slanog bazena u Idahu. Lemhi Šošoni poznati su još iz vremena ekspedicije Lewisa i Clarka po djevojci Sacajawea i njenom bratu Cameahwaitu, koji su pratili i pomagali ekspediciji.
Lemhi Šošoni do konja dolaze još u 18. stoljeću tako da su bili organizirani po nomadskim bandama još prije nego što su ih Lewis i Clark sreli 1805. godine. Za Lemhi Šošone utemeljena je 1871. Lemhi agencija na kojoj ostaju do 1907. kada su preseljeni na rezervat Fort Hall utemeljenom za potrebe Bruneau i Boise Šošona. 

## Vanjske poveznice
- Lemhi Shoshoni Tribe  Arhivirana inačica izvorne stranice od 9. svibnja 2008. (Wayback Machine)
- The Lemhi People and Their Struggle to Retain a Homeland  Arhivirana inačica izvorne stranice od 31. prosinca 2007. (Wayback Machine)